# Distichophyllum paradoxum
Distichophyllum paradoxum là một loài Rêu trong họ Hookeriaceae. Loài này được (Mont.) Mitt. mô tả khoa học đầu tiên năm 1873.